# Courtil (Gouvy)
Pour les articles homonymes, voir Courtil.
Courtil (luxembourgeois: Kordes/Kortes) est un village de la commune belge de Gouvy. Il faisait partie, avant la fusion des communes de 1977, de celle de Bovigny. Il compte 452 habitants au 1er janvier 2022.

## Géographie

### Description
Courtil est un village de l’Ardenne belge et plus précisément de la Haute-Ardenne situé dans le territoire de la commune de Gouvy. Le village est situé le long des routes nationales 878b et 892.

### Localisation avec les pays et grandes villes
- Grand Duché de Luxembourg: 10 km
- Allemagne:25 km
- France: 100 km

- Bruxelles: 165 km
- Luxembourg (ville): 100 km
- Liège: 70 km
- Bastogne: 35 km
- Malmedy: 40 km
- Vielsalm: 7 km

### Altitude
Le village de Courtil est un des plus élevés de la commune de Gouvy. Son altitude la plus basse est située à 438 m et la plus haute à 567 m. L’église et le centre du village sont quant à eux aux alentours de 480 m.

### Villages limitrophes
|                     | Bovigny    | Rogery |
| Langlire            | Courtil    | Beho   |
| Baclain • Sterpigny | Halconreux | Gouvy  |

## Histoire
On trouve dans la localité des tertres et tombelles de l’âge du fer,.
Sous l'Ancien Régime, le village fait partie du Comté de Salm-en-Ardennes, berceau historique de la Maison de Salm. De 1472 à 1659, les dénombrements y recensent de 13 à 23 ménages. Une chapelle dédiée à Saint Hubert y est érigée avant 1604.
Le 1er octobre 1795, le pays de Salm est rattaché à la France et devient un canton avec Vielsalm comme chef-lieu. Le village de Coutil est alors intégré à la commune de Bovigny, qui, après la défaite de Napoléon, est englobée dans les Pays-Bas puis devient belge. Depuis la fusion des communes de 1977, elle fait partie de la commune de Gouvy.